# O-hagi
O-hagi (jap. 御萩 lub おはぎ o-hagi) – popularne słodycze japońskie. Znane również jako bota-mochi (牡丹餅).
Są to kulki robione z kleistego ryżu (wewnątrz) oraz słodkiej pasty anko (zewnątrz) wytworzonej z fasoli azuki. O-hagi często pokrywane są ciemnym sezamem lub mąką z prażonej fasoli sojowej – kinako.
O-hagi to tradycyjne słodycze spożywane zwykle w okresie równonocy wiosennej i jesiennej, tygodniowego okresu zwanego higan, kiedy krewni tradycyjnie odwiedzają rodzinne groby. Są także składane jako ofiara na grobach, w świątyniach buddyjskich i domach.

## Galeria

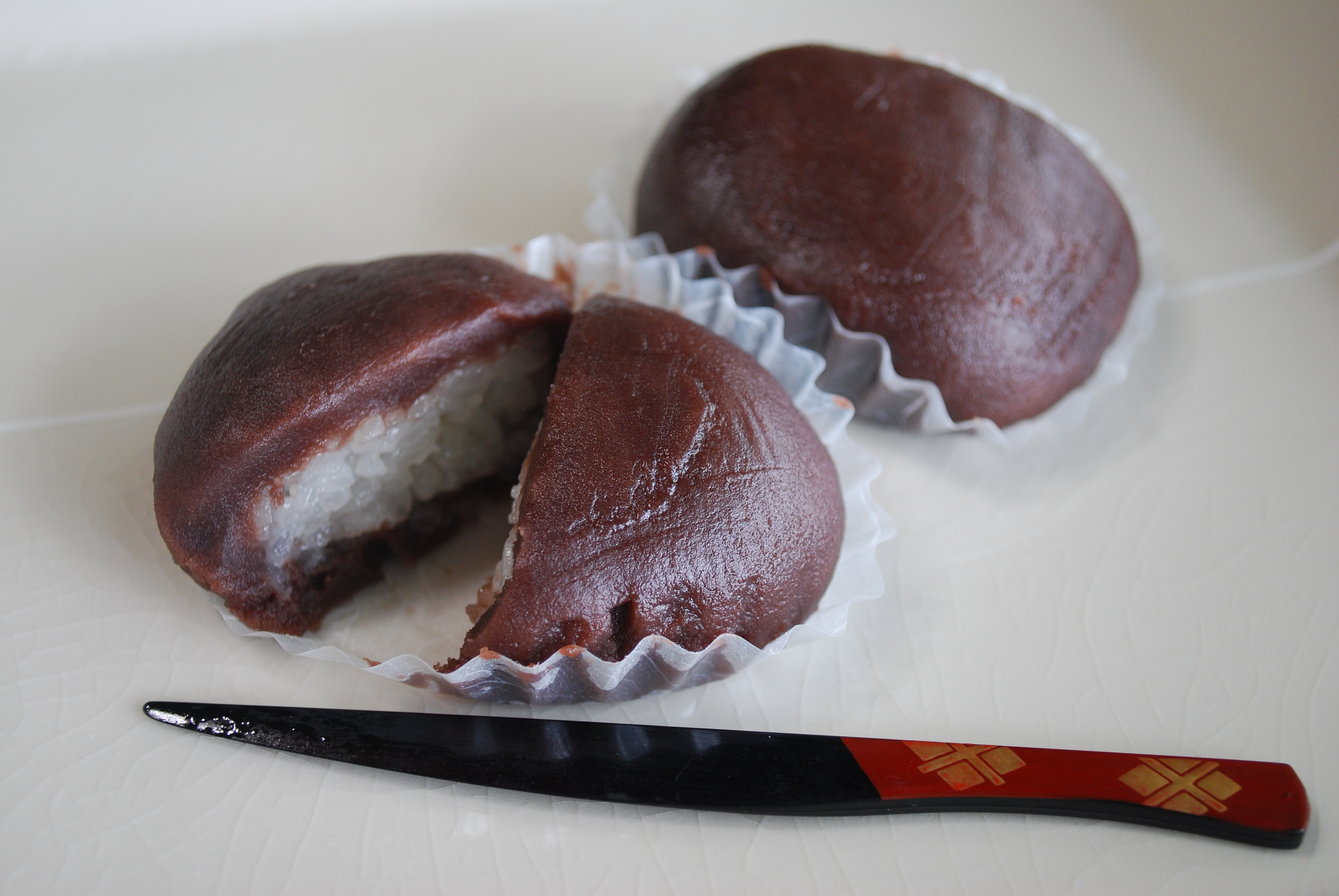
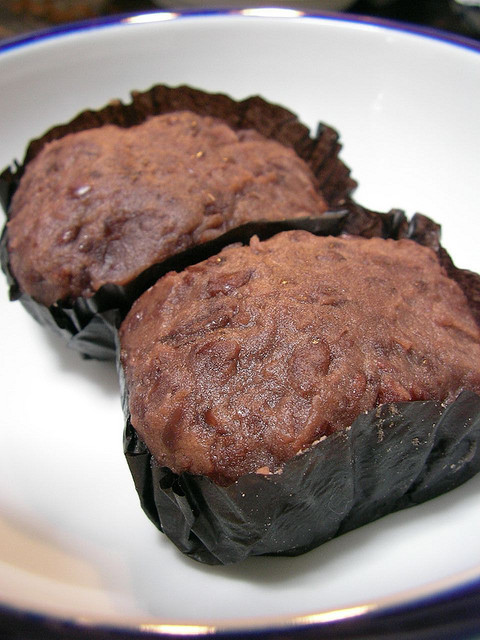
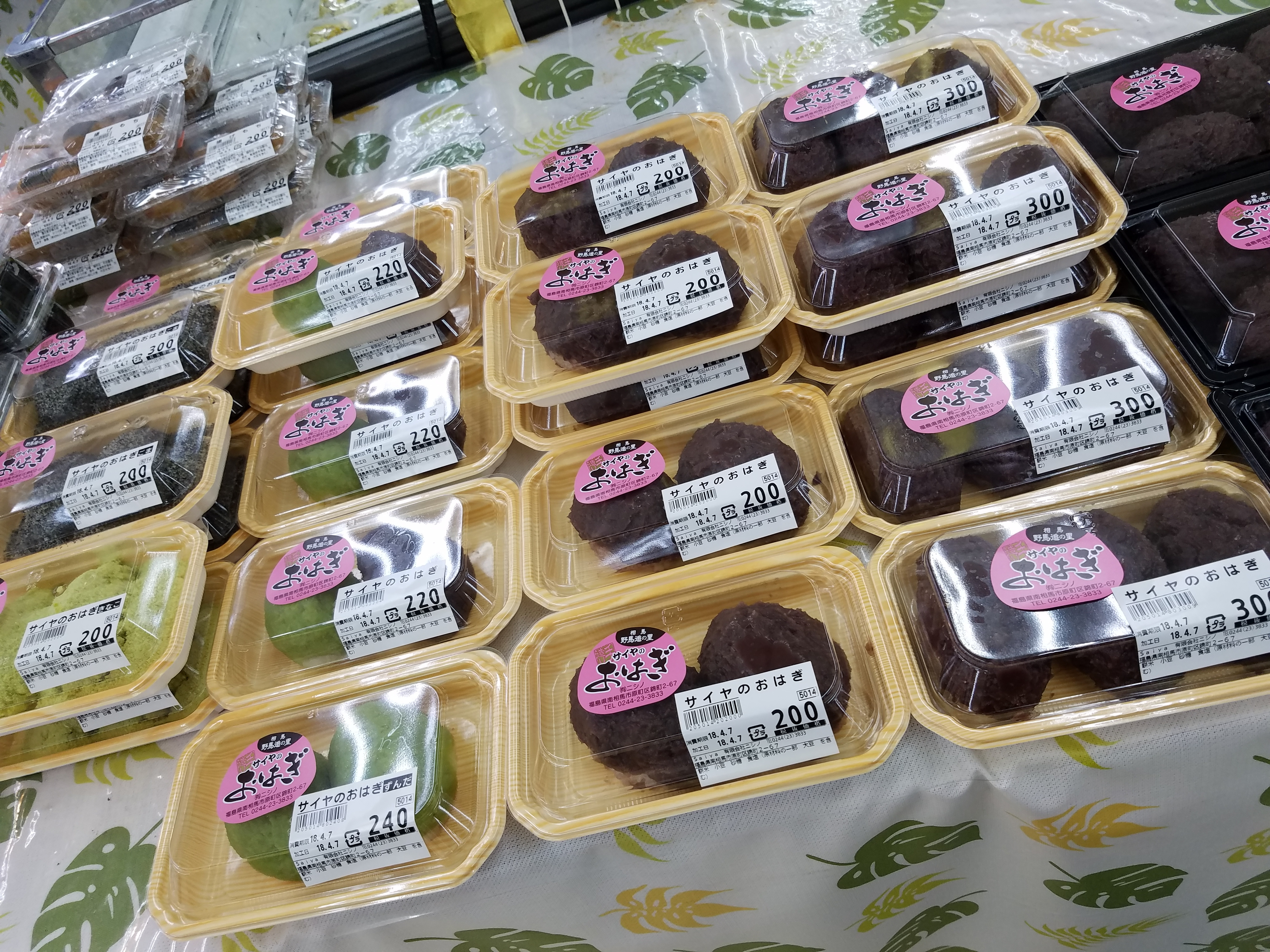
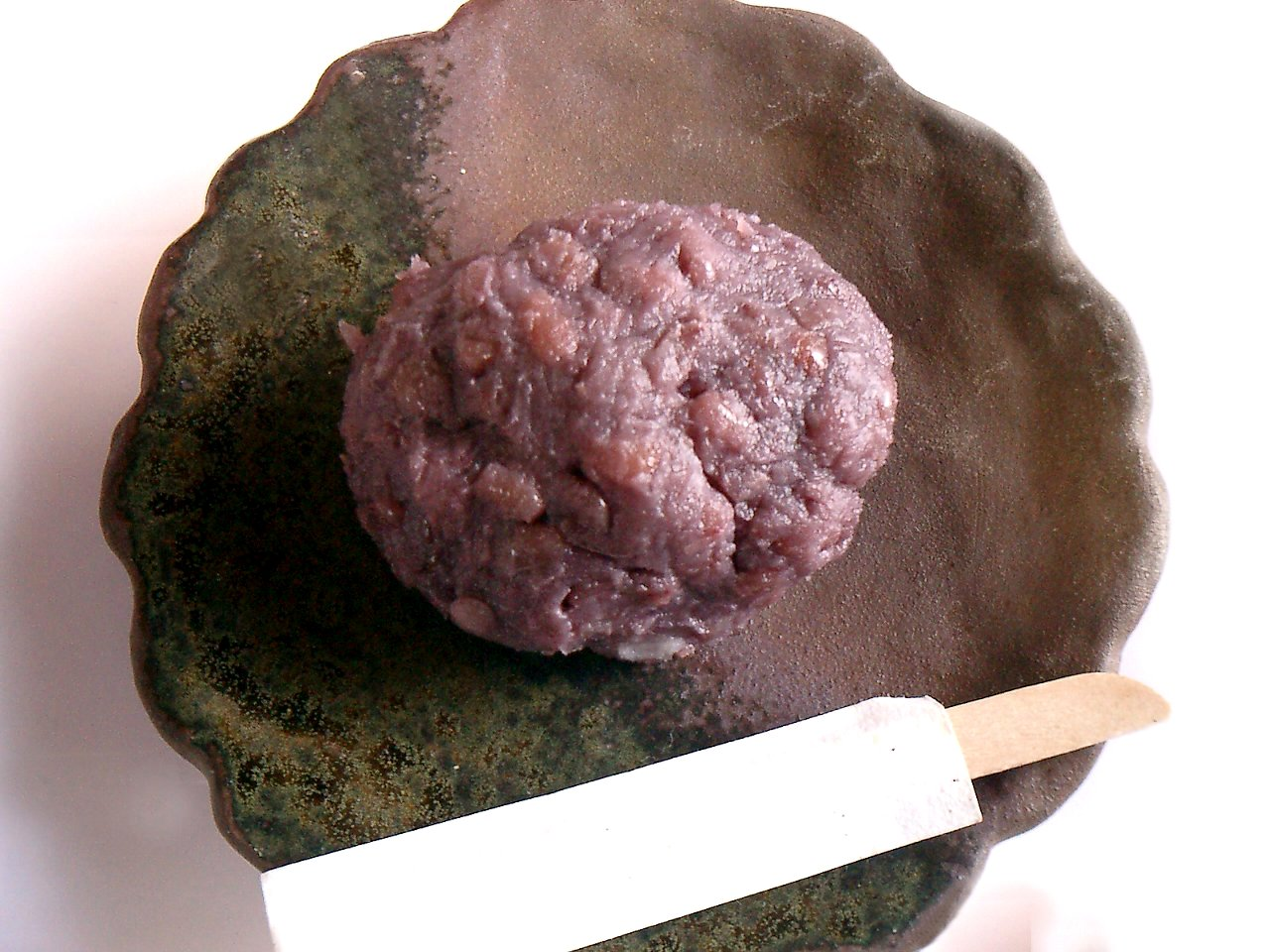